# Blockheizkraftwerk

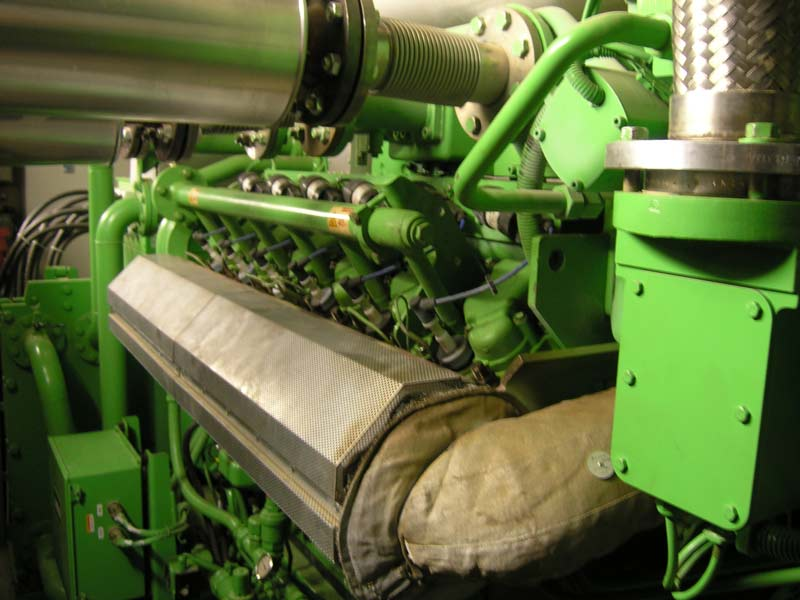
Biogas-BHKW in Güssing, Österreich

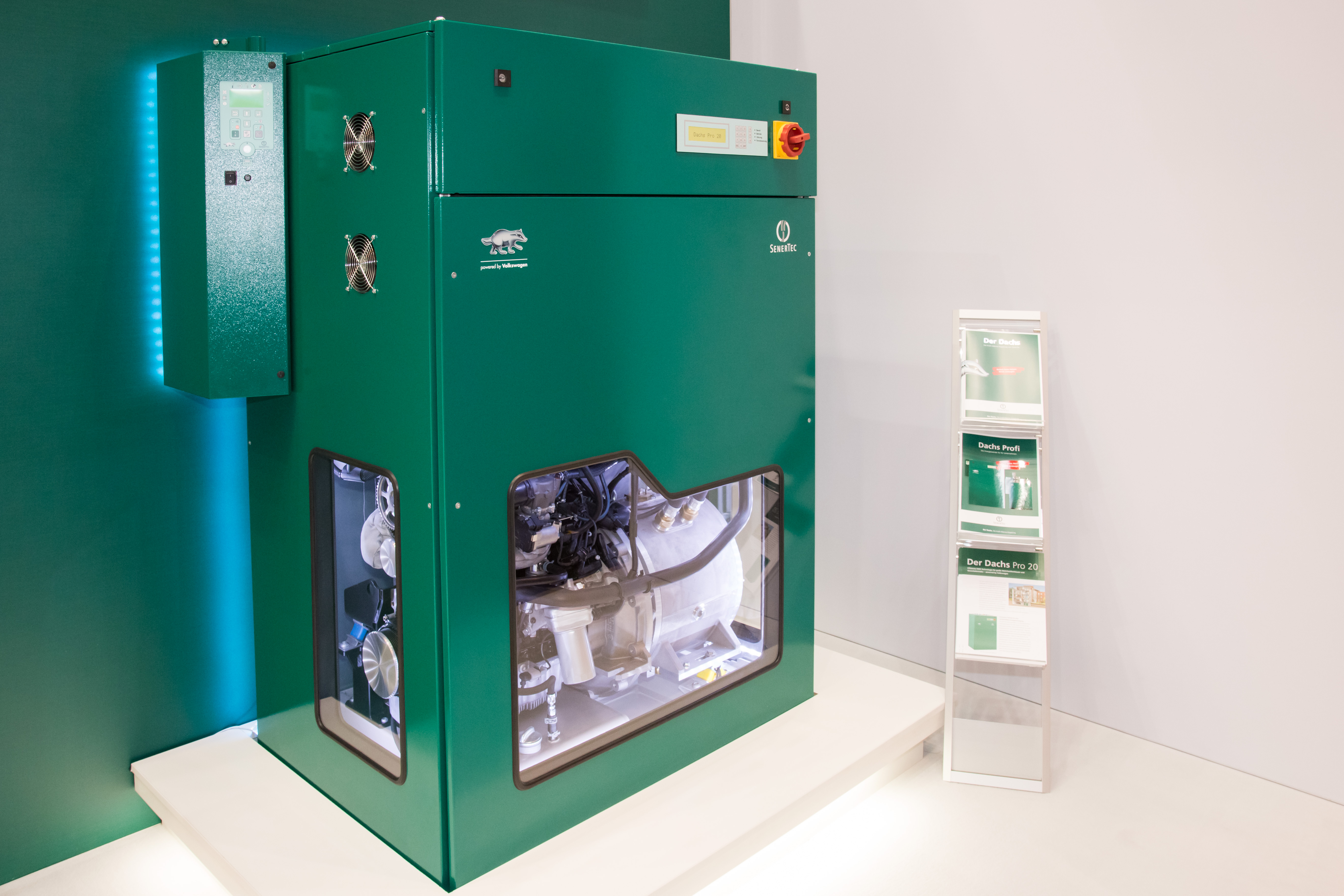
Mini-BHKW in gekapselter Bauform

Ein Blockheizkraftwerk (BHKW), selten auch Motorenheizkraftwerk ist eine modular aufgebaute Anlage zur Gewinnung elektrischer Energie und Wärme, die vorzugsweise am Ort des Wärmeverbrauchs betrieben wird. Es kann auch Nutzwärme in ein Nahwärmenetz eingespeist werden. Die Anlage nutzt dafür das Prinzip der Kraft-Wärme-Kopplung.
Als Antrieb für den Stromerzeuger können Verbrennungsmotoren, d. h. Diesel-, Pflanzenöl- oder Gasmotoren, aber auch Gasturbinen, Stirlingmotoren oder Brennstoffzellen verwendet werden.
Der höhere Gesamtnutzungsgrad gegenüber der herkömmlichen Kombination von lokaler Heizung und zentralem Kraftwerk resultiert daraus, dass die Abwärme der Stromerzeugung genutzt wird. Der Wirkungsgrad der Stromerzeugung mit Verbrennungsmotoren liegt dabei, abhängig von der Anlagengröße, zwischen 25 und 44 % (bezogen auf den Heizwert). BHKW auf Brennstoffzellen-Basis hingegen können einen elektrischen Wirkungsgrad von 55 bis zu 60 % erreichen. Falls die Abwärme vollständig und ortsnah (Nahwärme) genutzt wird, kann ein Gesamtwirkungsgrad bezüglich eingesetzter Primärenergie von 80 bis 90 % (bezogen auf den Heizwert) erreicht werden. Brennwertkessel erreichen Wirkungsgrade bis fast 100 % (bezogen auf den Heizwert), können aber keinen elektrischen Strom erzeugen. (Siehe auch Zu Wirkungsgraden >100 % allgemein und Unterschiedlichen Wirkungsgraddefinitionen bei Brennwertkesseln.)
Übliche BHKW-Module haben elektrische Leistungen zwischen einem Kilowatt (kW) und einigen zehn Megawatt (MW). Unter 50 kW spricht man auch von Mini-Kraft-Wärme-Kopplung (Mini-KWK), unter 10 kW von Mikro-KWK. Anlagen mit weniger als 2,5 kW nennt man auch Nano-BHKW. Mini- und Mikro-KWK werden in Wohn- und Geschäftsquartieren, Krankenhäusern, Schwimmbädern und Mehrfamilienhäusern, aber auch in Betrieben und im Siedlungsbau verwendet. Insbesondere die Nano-BHKW-Klasse eignet sich auch für Einfamilienhäuser. Die Kraft-Wärme-Kopplung wird auch in Heizkraftwerken genutzt, dort typischerweise mit elektrischen Leistungen von einigen hundert MW.

## Betriebsarten

### Wärmegeführt
Wenn sich die Leistungsabgabe des BHKW nach dem lokalen Wärmebedarf richtet, handelt es sich um ein wärmegeführtes BHKW. Durch Regelung der Heizleistung werden in modular aufgebauten Anlagen einzelne Aggregate je nach Bedarf ab- oder zugeschaltet. Bei Konfiguration mit nur einem Aggregat wird entweder dessen Leistungsabgabe entsprechend geregelt oder ein Wärmespeicher wird im Intervallbetrieb geladen. Der Speicher wird häufig so ausgelegt, dass der Motor mindestens eine Stunde zur vollständigen Ladung benötigt. Da die Wartungsintervalle sich nach den Betriebsstunden der Anlage richten, ist der Intervallbetrieb gegenüber dem modulierten Betrieb meist die wirtschaftlichere Betriebsweise. Der erzeugte Strom solcher Anlagen wird, so weit es geht, selbst verbraucht; der Überschuss wird in das öffentliche Netz gespeist und entsprechend verrechnet.

### Stromgeführt

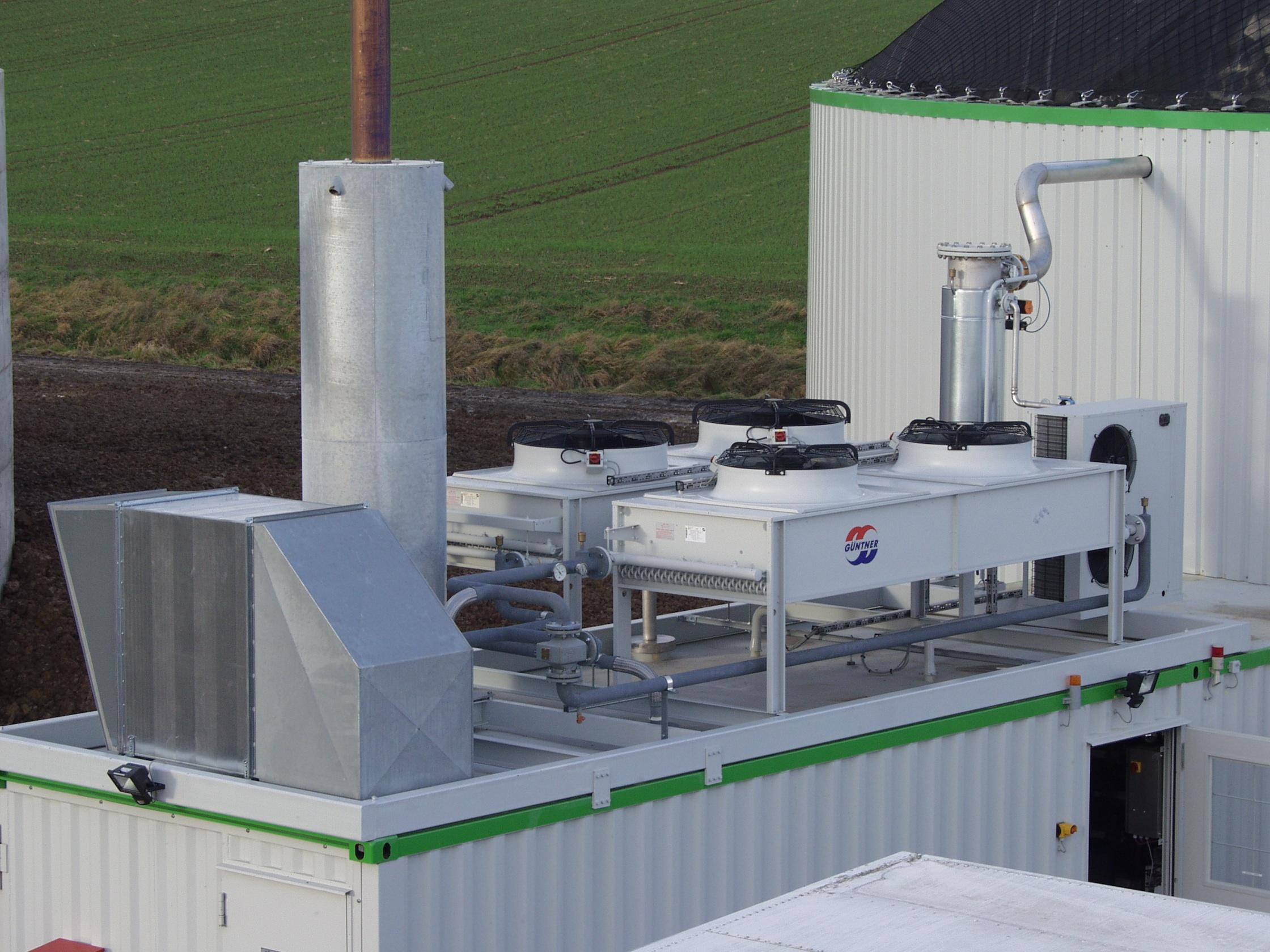
Notkühler (horizontale Ventilatoren in Bildmitte) auf dem Containerdach eines Biogas-BHKW

Bei einem stromgeführten BHKW richtet sich die Leistungsabgabe nach dem Strombedarf oder der Fähigkeit des Aggregats (max. Stromerzeugung nach EEG, s. u.). Die in diesem Zeitraum nicht nutzbare Wärme wird über einen Notkühler als Abwärme an die Umgebung abgegeben, obwohl das den Wirkungsgrad reduziert. Diese Betriebsart findet sich zum einen häufig in Inselnetzen. In Deutschland werden eine Reihe BHKW mit nachwachsenden Rohstoffen als Kraftstoff stromgeführt betrieben. Durch die gesetzlich festgelegten Einspeisetarife für den produzierten Strom (Erneuerbare-Energien-Gesetz, kurz EEG) war es Betreibern möglich, den Gewinn durch möglichst viel produzierten Strom zu maximieren. Die Verwertung der dabei anfallenden Wärme wurde dabei häufig vernachlässigt. Die jüngeren Änderungen des EEG haben diese Möglichkeit deutlich reduziert.

### Stromorientiert
Bei einem stromorientierten Betrieb bleibt die erste Steuerungsgröße der Wärmebedarf. Regelungstechnisch wird aber der Deckung der Stromlast so weit wie möglich nachgekommen. Das BHKW läuft bei Strombedarf, die Wärme wird direkt genutzt oder in einem Wärmespeicher für eine spätere Nutzung zwischengepuffert. Das BHKW hat keinen Notkühler. In Zeiten mit niedriger Stromlast wird der Wärmebedarf vorrangig aus dem Wärmespeicher bedient, danach geht das BHKW in Betrieb. Diese Betriebsart maximiert die elektrische Eigennutzung, ohne Wirkungsgradverluste und ohne Kondensationsbetrieb.

### Netzgeführt
Wird das Leistungsniveau von einer zentralen Stelle für mehrere Anlagen vorgegeben, spricht man von einem netzgeführten BHKW. Die Zentrale optimiert dabei systemübergreifend die Einsatzplanung der dezentralen KWK-Aggregate anhand wirtschaftlicher Randbedingungen, wie gemeinsamen Gas- und Reststrombezugsverträgen. Die Netzführung ist die Kernidee eines virtuellen Kraftwerks. Wie bei der Stromführung muss zur zeitlichen Entkoppelung von Wärmeerzeugung und -last ein Speicher eingebunden sein.

## Auslegung
Üblicherweise wird die Leistung einer wärmegeführten BHKW-Anlage so ausgelegt, dass sie auch im Volllastbetrieb nur einen Teil des maximalen Heizenergiebedarfes der angeschlossenen Abnehmer deckt, die benötigte Restwärme liefert ein Spitzenlastkessel. So wird sichergestellt, dass die teuren stromerzeugenden Einrichtungen besser genutzt werden und höhere Betriebsstundenzahlen erreichen. Pro Jahr werden mindestens 7900 Stunden angestrebt, oft werden aber nur etwa 3000 bis 5000 Stunden erreicht.
Mit Hilfe von Pufferspeichern werden Mini-BHKW für Wohngebäude monovalent betrieben, das heißt ohne Spitzenlastkessel. Ein solches BHKW wird nicht – wie oben als üblich bezeichnet – nach der Grundlast an Wärmeenergiebedarf ausgelegt, sondern wie eine herkömmliche Heizungsanlage nach der Spitzenlast. Diese Auslegungsweise wird vor allem bei den Mini-KWK propagiert. Bei einer solchen Auslegung kommt es zum An- und Abschalten des BHKW (sogenanntes „Takten“), was seine Lebensdauer verkürzt.
Eine bestehende Heizungsinstallation kann bei Umstellung auf ein Mini-BHKW meist mit geringfügigen Änderungen weitergenutzt werden. Zum einen gibt es die Möglichkeit des monovalenten BHKW-Einsatzes unter Einbeziehung größerer Wärmespeicher. Reicht wiederum die Heizung im Winterhalbjahr nicht aus, kann mit dem vorhandenen Brenner oder einem Spitzenlastkessel hinzugeheizt werden (bivalenter Einsatz). Bei nur selten auftretendem zusätzlichem Heizbedarf kann auch die Installation einer einfachen elektrischen Zusatzheizung (Tauchsieder-Prinzip) kostengünstig sein. Auch größere BHKW können durch den Einsatz von Wärmespeichern optimiert werden. Diese dienen dazu, die Spitzenlast abzupuffern und dadurch die Anforderung von zusätzlicher Wärme aus Nicht-KWK-Erzeugung (Heizkessel) zu vermeiden. Weiterhin erlauben sie einen zeitweiligen stromgeführten Betrieb, d. h. eine Speicherladung zu Zeiten mit hohem Strompreis.

## Ökologie- und Umweltaspekte
Der wirtschaftliche und ökologische Grundgedanke des wärmegeführten Betriebes liegt darin, erzeugte Wärme vollständig und möglichst auch den Strom vor Ort zu nutzen. Nicht gebrauchter Strom wird gegen Vergütung ins öffentliche Stromnetz eingespeist. Da auf diese Weise weniger an herkömmlicher Kraftwerkskapazität für die Stromerzeugung benötigt wird, substituiert die verstärkte Nutzung von BHKW den Strom aus fossilen Kondensationskraftwerken der Mittellast (hauptsächlich Kohle) und ermöglicht damit einen geringeren Kohlendioxid-Ausstoß. Das soll in Deutschland auch durch gesetzliche Regelungen wie das KWKG unterstützt werden.
Ein BHKW erreicht einen insgesamt deutlich höheren Nutzungsgrad (Nutzenergie Strom plus Nutzenergie Wärme dividiert durch Energieeinsatz) gegenüber dem herkömmlichen Mischbetrieb aus lokaler Heizung und zentraler Stromversorgung. So erreicht ein modernes Großkraftwerk auf Steinkohlenbasis einen Wirkungsgrad von ca. 45 %. Das bedeutet: rund die Hälfte der erzeugten Energie fällt als Abwärme an. Deren Nutzung als Fernwärme würde aber erhebliche Transportverluste (10–15 %) mit sich bringen sowie ein aufwendiges und teures Rohrleitungsnetz benötigen, da bei zentralen Großkraftwerken Wärmeerzeuger und Wärmeabnehmer in der Regel weit auseinanderliegen. Auch durch den Leitungstransport der Elektrizität gehen weitere ca. 2 bis 5 % der Energie verloren. BHKW besitzen einen elektrischen Wirkungsgrad von ca. 25 bis 38 % (je nach Größe und Art); der Gesamtwirkungsgrad von ca. 90 % kann nur dann erreicht werden, wenn Strom und Wärme direkt vor Ort genutzt werden. Der Vorteil, die Prozesswärme vor Ort nutzen zu können, setzt geeignete Abnehmer voraus. Wohngebäude brauchen abhängig von der Jahreszeit unterschiedlich viel Wärme, weshalb die Prozesswärme im Sommer nur teilweise genutzt werden kann.
Der Aufwand zur Wartung der Motoren (wie Ölwechsel und Luftfilter, bei Gasmotoren die Zündkerzen etc.) mit den damit verbundenen An- und Abfahrten des Servicepersonals wirkt sich negativ auf die ökonomische Bilanz aus, da er bei kleineren und dezentralen Anlagen, speziell den Mikro-KWK, spezifisch nennenswert ansteigt.
Besonders kritisch zu werten ist der Einsatz von Palmöl als Kraftstoff. Der Anbau von Palmölplantagen erfolgt in vielen Schwellen- und Entwicklungsländern auf Kosten des Regenwaldes, oftmals sogar durch illegalen Holzeinschlag, trotz Allianzen wie des RSPO (Round Table of Sustainable Palmoil). Die letzten Regenwälder schwinden massiv aufgrund der immer weiter steigenden Nachfrage nach Palmöl für Kraftstoffe, Lebensmittel, Kosmetika etc.

### Emissionen
Bezüglich Lärm und Emissionen müssen BHKW gesetzliche Auflagen erfüllen, die abhängig von Kraftstoff und Leistung in der TA Lärm, der TA Luft, der BImSchV, der Ökodesign-Richtlinie etc. vorgegeben werden. Die abgegebenen Geräuschemissionen lassen sich durch bestimmte bautechnische Maßnahmen zur Reduzierung der Schwingungsübertragung minimieren und können so weit reduziert werden, dass die Randbedingung für Wohngebiete eingehalten werden können. Emissionsgrenzwerte werden seit Juni 2019 nach der 44.BImSchV vorgegeben und müssen nach § 7 kontinuierlich aufgezeichnet und dokumentiert werden. Für bestehende Anlagen gelten Übergangsfristen, in denen die bisherigen Grenzwerte der TA Luft anzuwenden sind. Anlagen, die SCR-Systeme verwenden, sind so zu betreiben, dass die Emissionen an Ammoniak im Abgas die vorgegebene Massenkonzentration nicht überschreiten. Ist der bei einer Abgasmessung gemessene Sauerstoffgehalt O2,Messung höher oder niedriger als der festgelegte Bezugssauerstoffgehalt O2,Bezug nach § 3 44.BImSchV, sind die gemessenen Emissionen EMessung nach
{\displaystyle E_{\text{Bezug}}={\frac {21\%-O_{2,{\text{Bezug}}}}{21\%-O_{2,{\text{Messung}}}}}\cdot E_{\text{Messung}}}
umzurechnen. Die Volumenkonzentration Ev (ppm) kann, mithilfe des Molvolumens Mv und der Molmasse Mm in eine Massenkonzentration Em (mg/m3) umgerechnet werden
{\displaystyle E_{m}={\frac {M_{m}}{M_{v}}}\cdot E_{v}}.
Kohlenmonoxid, unverbrannte Kohlenwasserstoffe und Stickoxide zählen zu den schädlichen Bestandteilen, die bei der Verbrennung entstehen, während bei Dieselkraftstoff zusätzlich Rußpartikel und Schwefeldioxid freigesetzt wird. Kohlenmonoxid und Kohlenwasserstoffe können, wenn genug Sauerstoff bereitsteht, in CO2 umgewandelt werden und sind ab λ > 1 unkritisch. Durch ein fetteres Gemisch besteht allerdings auch die Gefahr des Methanschlupfes. Die Zylinderwandtemperatur ist viel kälter als das Gemisch, sodass die Verbrennungsreaktion dort zum Erliegen kommt und unverbrannter Kraftstoff zusammen, mit dem an Spalten z. B. dem Auslassventil oder Feuerstegspalt, entweichen kann. Bei einem abgemagerten Betrieb sinkt die Gemisch-Temperatur durch die höhere Luftmasse zusätzlich, wodurch dieses Phänomen verstärkt wird. Ist die Abgastemperatur heiß genug (> 760 °C), kann durch eine thermische Nachoxidation der Anteil der emittierten Kohlenwasserstoffe ebenfalls reduziert werden. Im Magerbetrieb ist das Abgas zu kalt um die unverbrannten Kohlenwasserstoffe (bzw. Methan bei Erdgasmotoren) über eine Abgasnachbehandlung umzuwandeln, weshalb die Stickoxidemissionen in der Regel durch die motorische Verbrennung eingehalten werden müssen. Sekundärmaßnahmen können durch die Reinigung der Abgase ebenfalls helfen, die Grenzwerte einzuhalten. Die Wahl der richtigen Maßnahme ist auf den Einzelfall abzustimmen. Neben der Höhe des Budgets und der Platzverhältnisse müssen laufende Betriebs-, Instandhaltungs- und Wartungskosten berücksichtigt werden. Der Anlagenwirkungsgrad sowie die zu erwartenden Emissionswerte sind abschließend weitere wichtige Faktoren zur Wahl des richtigen Konzepts. Es haben sich einige technische Maßnahmen durchgesetzt, da das Filtern der Brennstoffbestandteile bei Normgütern nicht wirtschaftlich ist:

#### Dreiwege-Katalysator
Beim Drei-Wege-Katalysator können die Schadstoffkonzentrationen von NOx HC und CO im Abgas mittels Edelmetallen konvertiert werden, solange der Motor im stöchiometrischen Betrieb (λ = 1) gefahren wird. Im Katalysator sind Temperaturen von über 300 °C nötig, damit diese Reaktionen ablaufen und Konvertierungsraten der Schadstoffe von über 90 % erreicht werden können. Bei Methan sind dabei besonders hohe Temperaturen von > 600 °C nötig. Nachteilig ist der eingeschränkte Motorbetrieb, welcher sich nachteilig auf den Anlagenwirkungsgrad auswirkt.

#### Magerbetrieb
Magermotoren werden üblicherweise bei 1,45 < λ < 1,6 eingestellt. Ein potenzieller Anstieg des CO-Gehalts kann durch einen nachgeschalteten Oxidationskatalysator verringert werden. Durch die größeren Luftmassen verbrennt das Gemisch nach
{\displaystyle \Delta T={\frac {Q}{m\cdot c_{p}}}}
kälter, sodass Methan nicht oxidiert werden kann. Zusätzlich ist durch die Unterversorgung von CO nicht genug Reduktionsmittel vorhanden um die Stickoxide zu reduzieren. Um die Vorgaben der TA Luft (Übergangszeit) bzw. der 44. BImSchV einzuhalten, muss demnach eine NOx-optimierte Motoreinstellung gewählt werden, womit der Motor nicht im optimalen Anlagenwirkungsgrad betrieben werden kann. Das System zeichnet sich durch geringe Investitions-, Wartungs- und Betriebskosten aus, was es für kleinere Anlagen sehr wirtschaftlich macht. Ein nachgeschalteter Oxi-Katalysator kann zusätzlich eingesetzt werden um die Emissionen von Formaldehyd, THG und CO zu vermindern.

#### SCR-System
Das SCR-Verfahren findet überall Anwendung, wo weder das Mager noch Dreiwege-KatSystem eingesetzt werden kann. Besonders bei Dieselmotoren, Gas-Diesel-Motoren und aufgeladenen Otto-Motoren findet das Verfahren Anwendung. Der SCR-Katalysator wird dem Oxidations-Katalysator nachgeschaltet. Mithilfe eines Harnstoffes werden die Stickoxide zu Stickstoff und Wasserdampf reduziert. Da die Reaktion exotherm abläuft, kann die entstehende Wärme gut mit einem Abgaswärmetauscher kombiniert werden. Das Reduktionsmittel, üblicherweise Ammoniak, kann als Reinstoff gasförmig, oder in einer Harnstoff-wässrigen Lösung wie z. B. AdBlue genutzt werden. Optional kann der Harnstoff durch ein Druckluftdosierventil eingespritzt werden. Durch den Einsatz von einer wässrigen Lösung muss die Verdampfungsenthalpie aufgebracht werden, was die erzeugte thermische Leistung reduziert. Allerdings ist die Handhabung und Lagerung dadurch deutlich vereinfacht. Die Arbeitstemperatur des SCR-Kats ist mit ≈300 °C geringer als die des Oxidation-Kats. In Einzelfällen muss durch eine Zwischenschaltung von Wärmetauschern die Temperatur reguliert werden. Das SCR-System erfordert höhere Investitionssummen, die sich jedoch im Laufe der Betriebszeit amortisieren. Der Motor kann stets im optimalen Betriebspunkt gefahren werden, da kein stöchiometrische Verbrennung, noch eine Regenerationsphase vorausgesetzt wird. Damit sinkt der Verbrauch um 3–8 %, was zu geringeren Betriebskosten beiträgt.

## Technik

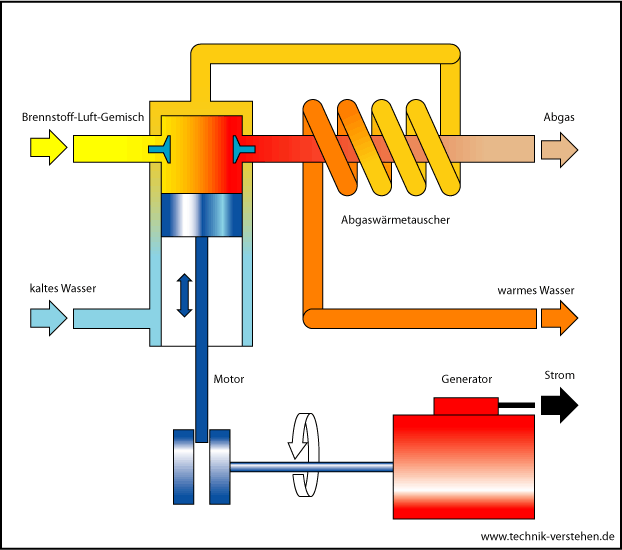
Funktionsschema einer motorgetriebenen BHKW-Anlage

Ursprünglich beruhten BHKW-Anlagen auf Verbrennungsmotoren, deren Wärme aus dem Abgas und dem Kühlwasserkreislauf zur Aufheizung von Heizungswasser verwendet wird. Inzwischen werden auch andere Systeme wie Stirling-Motor und Dampfmotor mit relativ geringem Wirkungsgrad zur Erzeugung der (für den Generator notwendigen) mechanischen Energie in BHKW-Anlagen eingesetzt. Der Einsatz von Blockheizkraftwerken ist, je nach Art der Verbrennungskraftmaschine, nicht auf die Bereitstellung von Raumwärme beschränkt, sondern dient auch zur Erzeugung von Prozesswärme über Wasserdampf, Heißluft oder Thermoöl oder der Klimatisierung per Absorptionswärmepumpe. Diese nutzt die Abwärme der BHKW-Anlage zum Kühlen.
Als Kraftstoffe kommen vorwiegend fossile oder regenerative Kohlenwasserstoffe wie Heizöl, Pflanzenöl (zumeist Palmöl), Biodiesel (für einen Dieselmotor) oder Erdgas als auch Flüssiggas(LPG), Biogas, Klärgas und Deponiegas (für einen Ottomotor), Zündstrahlmotor oder eine Gasturbine (Biogasmotor) zum Einsatz. Holzhackschnitzel und Holzpellets als nachwachsende Rohstoffe in Stirlingmotoren, Dampfkraftanlagen und Holzvergasern sind ebenfalls möglich, letztere in Verbindung mit einem Ottomotor (Wirkungsgrad < 36 %).
BHKW-Motoren mit Diesel- und Stirlingmotoren lassen sich mit leichtem Heizöl betreiben.
Bei BHKW-Anlagen auf Basis von Verbrennungsmotoren oder Gasturbinen fällt Abwärme im Kühlkreislauf und im Abgas an. Sie wird über Wärmeübertrager in den Heizkreislauf der Gebäude-Zentralheizung überführt. So ist ein Nutzungsgrad von bis zu 95 % erreichbar, abhängig von der jeweiligen Auslastung des Motors und dem Motorwirkungsgrad. Der reine elektrische Wirkungsgrad bei Motorvolllast beträgt je nach Brennstoff, Größe und Bauweise (z. B. mit oder ohne Turbolader) des Motors und Generators zwischen 20 % (bei Mini-BHKW)  und 43 % (bei Dieselmotoren mit Leistungen über 1 MW).
Kleine BHKW (Mikro-KWK) bis etwa 10 kW elektrischer und ca. 20 kW thermischer Leistung eignen sich für die Beheizung von Ein- und Mehrfamilienhäusern und kleinen Unternehmen. Mittelgroße BHKW mit einer elektrischen Leistung von mehreren Hundert kW werden häufig von Stadtwerken zur Beheizung von Wohnsiedlungen oder Hallenbädern bzw. größeren Gewerbebetrieben genutzt. Große BHKW mit Gasmotoren mit einigen MW Leistung eignen sich für die Strom- und Wärmeversorgung von größeren Wohn- und Gewerbegebieten sowie Fabriken.

### Gasmischertypen

#### Impco
Der Variable Restriction Gasmischer (Impco) nutzt ein spezielles „gas metering valve“, dessen äußere Form es ermöglicht, einen massenstromabhängigen Lambdaverlauf relativ einfach zu erreichen. Durch Anpassung der Form dieses Ventils an den erforderlichen Lambdabedarf, kann eine gewünschte Charakteristik erzielt werden. Eine Einstellungsmöglichkeit bietet auch die in der Vakuumkammer befindliche Feder. Dieser Gasmischertyp kann auf der Saugseite oder der Druckseite eingesetzt werden. Als wesentlicher Vorteil wird die einfache Mechanik genannt, da kein elektronisches Stellglied vorhanden ist. Der Nachteil liegt jedoch in einer fixierten Einstellung, die ein bestimmtes Lambda während des Einstellvorgangs vorgibt. Dieses einfache Konzept reicht für Motoren mit geringen Emissionsanforderungen aus, erlaubt jedoch keinen Regeleingriff zur Kompensation variabler Heizwerte oder sich ändernder Umgebungsbedingungen. Für moderne Gasmotoren mit hohen Mitteldrücken ist bei diesem Gasmischertyp der Trade-Off von Massendurchsatz und Widerstand am ungünstigsten.

#### Venturi-Mischer
Der Venturimischer stellt ein weiteres weit verbreitetes Gasmischkonzept dar. Hier wird das notwendige Lambda durch Anpassung des Gasvordrucks an die Eintrittsquerschnitte eingestellt. Der Regelungseingriff erfolgt über ein Drosselorgan in der Gaszuführung, wobei die Gaszuführung häufig über einen außen liegenden Verteilerring erfolgt. Dieser Mischertyp bietet den Vorteil, dass die Druckverluste relativ einfach optimiert werden können, sodass er auch für hohe Mitteldrücke geeignet ist.

#### HOMIX
Bei dem Orifice-Mischer (HOMIX) wird das Lambda über das Flächenverhältnis Luft zu Gasquerschnitt eingestellt. Dieses Konzept ermöglicht es, mit relativ geringem Aufwand das Flächenverhältnis Luft/Gas im Betrieb nachzustellen, was besonders für Magermotoren vorteilhaft ist. Jedoch erfordert dieser Gasmischertyp immer einen Druckregler, der die Druckverhältnisse in der Gaszuführung dem Druck im Saugrohr vor dem Verdichter anpasst.

#### TecJet
Der TecJet-Mischer ist eine Abwandlung des Orifice-Mischers. Das System wurde von einem Konzept mit axial verschiebbarem Stellkolben zu einer sehr fein verstellbaren Drosselklappe weiterentwickelt. Dieses Konzept kann große Heizwertunterschiede und diverse Regeleingriffe in sehr kurzer Zeit (100 ms) ausregeln.

#### Port Injection
Für große Gasmotoren gibt es die Möglichkeit, die Gemischbildung unmittelbar vor dem Einlassventil durchzuführen, was den Weg mit Zündfähigem Gemisch reduziert. Ab Zylinderhubräumen größer als 10 Liter wird die Port Injection in Kombination mit einer gespülten Vorkammer eingesetzt, um die Homogenität des Gas/Luftgemisches zu verbessern. Dieses Konzept ermöglicht eine Einzelzylinderregelung.

### Wasserstoffbetrieb

#### Bivalenter Betrieb
Beim bivalenten Betrieb wird Wasserstoff mit Erdgas gemischt. Dabei können bis zu 10 Volumenprozent Wasserstoff beigemischt werden, sofern geringe Modifikationen wie das Hinzufügen einer Flammensperre im Ansaugbereich durchgeführt werden. Für höhere Wasserstoffkonzentrationen bis 25 Volumenprozent müssen weitere Maßnahmen wie Port Fuel Injection oder Niedrigdruck-Direct-Injection-Zündkerzen installiert werden. Zusätzlich wird ein Hardware- bzw. Software-Upgrade der Motorelektronik erforderlich, um das korrekte Gasgemisch zu erzielen. Damit soll das Klopfen reduziert und dem Sinken des Wirkungsgrades durch den Wasserstoffbetrieb entgegengewirkt werden.

#### Betrieb mit reinem Wasserstoff
Über der Grenze von 25 Volumenprozent werden die Turbolader und die Kolben entsprechend angepasst. Damit werden Gesamtwirkungsgrade des BHKW von bis zu 80 %, dabei ist der elektrische und thermische Wirkungsgrad einbezogen.

## Wirtschaftlichkeit
Wesentlich für die Wirtschaftlichkeit einer BHKW-Anlage ist eine große jährliche Betriebsstundenzahl im hohen Lastbereich der Kraftmaschine (typisch etwa 4.000 Volllaststunden pro Jahr). Dabei wird angestrebt, die Investitionen in die Anlage betriebswirtschaftlich durch die finanzielle Vergütung für erzeugte Strom- und Wärmemengen (oder Reduktion der dafür entstehenden Kosten) auszugleichen.
Bei wärmegeführten BHKW wird dazu mit Hilfe der Jahresdauerlinie des Wärmebedarfs (einer Kurve, in der aufgetragen ist, wie viele Stunden im Jahr welche Wärmeleistung für die Gebäude erforderlich ist) die Wärmeleistung festgestellt, die etwa 3000 Stunden im Jahr fordert. Die Spitzenwärmeleistung des BHKW wird auf diese Leistung festgelegt; in der Regel sind das 25–30 % des Spitzenwärmebedarfes. Um die Leistung in Stufen erbringen zu können, sind BHKWs meist modular mit mehreren Motoren ausgestattet.
Im Wohnbereich schwankt der Heizenergiebedarf jahreszeitlich sehr stark, im Hochsommer entsteht er nur für die Brauchwassererwärmung. Zurzeit existieren erst wenige BHKW-Modelle, welche die erzeugte Wärme und damit auch den gekoppelt produzierten Strom verändern können („modulierender Betrieb“). Bedarfsschwankungen – begrenzt durch Wärmespeicher – können jedoch ausgeglichen werden. Ein Parallelbetrieb mit einem herkömmlichen Brenner für den thermischen Spitzenbedarf und als Reserve bei Störungen oder Wartungen ist üblich. Fehlen für solche Schwankungen des Wärmebedarfs ausgleichende Maßnahmen, kommt es zu häufiger An- und Abschaltung („Takten“) der BHKW-Anlage, was zu einer Minderung von Effizienz und Lebensdauer führt.
Bei einer umfassenden Wirtschaftlichkeitsbetrachtung werden alle Investitions- und Betriebskosten – also Abschreibungen, Brennstoff und Wartung – eingerechnet und den Erlösen für Strom und Wärme bzw. den dabei eingesparten Beträgen gegenübergestellt. Grundlage dieser Wirtschaftlichkeitsbetrachtung bildet die VDI-Richtlinie 2067 „Wirtschaftlichkeit gebäudetechnischer Anlagen“.
Im Sommer kann zum Beispiel für die Abnahme der Wärme bei fehlendem Heizenergiebedarf eine zusätzlich zu investierende Absorptionskältemaschine eingesetzt werden, die Kälte zur Klimatisierung erzeugt. Man spricht dann von Kraft-Wärme-Kälte-Kopplung. Zukünftig ist auch der Einsatz von BHKW als Virtuelles Kraftwerk geplant, indem eine Vielzahl dezentraler BHKW zentral gesteuert wird. Bedingt durch den zunehmenden Anteil an Wind- und Solarenergie, die nicht bedarfsgerecht Strom liefern und ebenfalls keine Grundlast gewähren können, könnten BHKW mit nachgeschaltetem Wärmepuffer noch rentabler arbeiten: Lokal liefern sie die notwendige elektrische Leistung, wärmeseitig können Wärmespeicher gefüllt werden.
Ein Grundproblem der Vermarktung von BHKW speziell in Ein- und Mehrfamilienhäusern ist der im Vergleich zu üblichen Erdgas- oder Ölheizungen höhere Anschaffungspreis. Der Heizsystemvergleichs-Rechner der Verbraucherzentrale NRW vergleicht die Gesamtkosten unterschiedlicher Heizsysteme (u. a. auch BHKW) für bestehende Wohngebäude vom Einfamilienhaus bis zum Zehn-Familien-Haus. Ratsam ist möglicherweise der Einsatz von BHKWs in Betrieben und Unternehmen. Eine gute Möglichkeit bietet die Hansestadt Hamburg mit dem BHKWCheck durch Fachberater. Hierbei wird geprüft, ob der Einsatz im Unternehmen sinnvoll ist, da in diesen Bereichen noch hohe Energie- und Einsparungsmöglichkeiten bestehen.
Im Vergleich haben Gasmotoren einen höheren elektrischen Wirkungsgrad bei niedrigeren spezifischen Investitionskosten, Mikrogasturbinen können auch Gas mit geringerem Heizwert verwerten, haben eher eine längere Lebensdauer bei niedrigen Betriebs- und Wartungskosten und leiseren Betriebsgeräuschen.

## Öffentliche Förderung

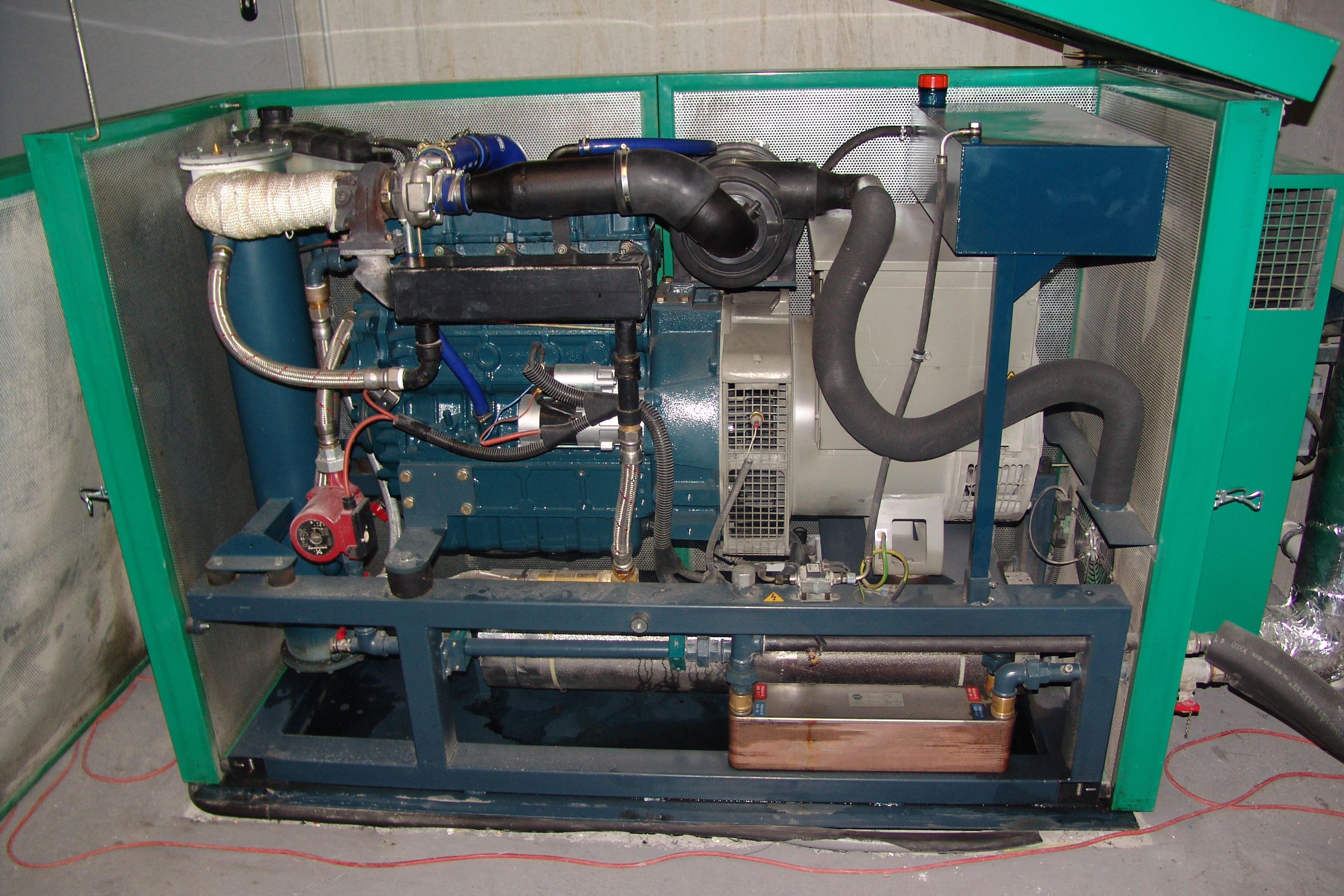
BHKW, betrieben mit kaltgepresstem Rapsöl

BHKW werden in Deutschland seit dem 1. Januar 2009 durch das Gesetz für die Erhaltung, die Modernisierung und den Ausbau der Kraft-Wärme-Kopplung, kurz Kraft-Wärme-Kopplungs-Gesetz gefördert. Netzbetreiber sind verpflichtet, eine BHKW-Anlage an ihr Stromnetz anzuschließen und den ins öffentliche Netz eingespeisten Strom zu vergüten.
Die letzte Aktualisierung des KWKG fand am 20. Dezember 2022 statt und ist seit Januar 2023 gültig. Zunächst muss nach § 8a Abs. 2 KWKG ermittelt werden, ob für die KWK-Anlage generell ein Zuschlag möglich ist. Dabei muss entweder der erzeugte Strom in Netz der öffentlichen Nutzung eingespeist werden oder die Vergütung mittels einer Direktvermarktung geregelt werden. Je nach Szenario der Einspeisung unterscheiden sich die gezahlten Erlöse. Es besteht die Möglichkeit den erzeugten Strom mittels Direktvermarktung im Stromhandel zu vermarkten, dabei ergeben sich Erlöse aus dem Handel zuzüglich KWK-Zuschlag nach KWKG. Ab einer Anlagengröße von >100 kW besteht die Direktvermarktungspflicht des erzeugten Stroms. Dabei können Schwankungen des Preises an der Strombörse, ein Betrieb der Anlage nach Fahrplan sowie die Bereitstellung von Regelenergie zur zusätzlichen Vergütung genutzt werden. Bei der Einspeisung ohne Direktvermarktung hängt die Vergütung in erster Linie von der Größe der Anlage ab, setzt sich aber insgesamt aus folgenden drei Positionen zusammen:
- dem üblichen Strompreis
- dem KWK-Zuschlag aus dem KWKG
- den vermiedenen Netzkosten (für Anlagen mit Inbetriebnahme bis 31. Dezember 2022)
Der „übliche Strompreis“ wird quartalsweise ermittelt und repräsentiert den Grundlast-Strompreis an der Leipziger Strombörse EEX kostet. Im KWK-Index werden diese Werte veröffentlicht. Dieser marktübliche Strompreis bildet nach § 4 Abs. 3 des KWK-Gesetzes die Grundlage die Einspeisevergütung und lag in Q3 2023 bei 0,09078 €/kWh. Der KWK-Index gilt stets für das nachfolgende Quartal.
Zusätzlich zum üblichen Strompreis wird je nach Größe der Anlage jede kWh Strom mittels des KWKG gefördert. Neben dem eingespeisten Strom wird auch der Eigenverbrauch mittels KWK-Zuschlags entlohnt. Nachfolgende Tabelle zeigt die KWK-Zuschläge nach § 7 Abs. 1 KWKG abhängig von der elektrischen Leistung der Anlage.
| Elektrische Leistung der KWK-Anlage | KWK-Zuschlag für eingespeisten Strom (ct/kWh) | KWK-Zuschlag für den Eigenverbrauch (ct/kWh) |
| < 50 kW                             | 8                                             | 4                                            |
| 50 – 100 kW                         | 6                                             | 3                                            |
| 100 – 250 kW                        | 5                                             | 2                                            |
| 250 kW – 2 MW                       | 4,4                                           | 1,5                                          |
| > 2 MW                              | 3                                             | 1                                            |

Je nach Anlage kann die genaue Vergütung von der obigen Tabelle abweichen und muss daher stets im Gesetzestext nachgeschlagen werden (siehe § 6 Abs. 1 KWKG und § 7 Abs. 1, 2, 3 KWKG).So wird der Strom aus einer neuen KWK-Anlage mit einer elektrischen Leistung von bis zu 50 kW gesondert nach § 7 Abs. 3a KWKG mit einem KWK-Zuschlag von 16 ct/kWh für die Einspeisung ins öffentliche Netz und mit 8 ct/kWh für den Eigenverbrauch entlohnt. Der KWK-Zuschlag wird abhängig von den Betriebsstunden ausgezahlt. Bei neuen Anlagen wird laut § 8 Abs. 1 KWK-Gesetz der Zuschlag für 30.000 Volllaststunden ab Aufnahme des Dauerbetriebs bezahlt.
Nach § 8 Abs. 2 KWKG wird die Fälligkeit des Zuschlags für modernisierte KWK-Anlagen anhand drei Kriterien bemessen. Zunächst die Volllaststunden bei Wiederaufnahme des Dauerbetriebs, die Kosten für die Modernisierung im Vergleich zu einer Neuerrichtung der Anlage als auch der Zeitpunkt der Modernisierung nach erstmaligem Betrieb der Anlage. Der Zuschlag für eine modernisierte KWK-Anlage wird bspw. für 15.000 Vollbelastungsstunden bezahlt, wenn die Kosten der Modernisierung mindestens 25 % von den Kosten einer Neuerrichtung einer gleichen Anlage mit gleicher Leistung entsprechen. Außerdem die Modernisierung frühstens 5 Jahre nach der erstmaligen Nutzung erfolgt. Die genaue Fallunterscheidung für modernisierte Anlagen kann im KWKG §8 Abs. 2 nachgeschlagen werden. Anzumerken ist, dass „Nicht zu den Kosten der Modernisierung […] [zählen] die Kosten […], die der Vorbereitung der Umstellung oder der Umstellung auf einen Betrieb der Stromgewinnung auf der ausschließlichen Basis von Wasserstoff dienen.“ (siehe §8 Abs. 2, S. 2 KWKG).
Nach §8 Abs. 3 wird der Zuschlag für nachgerüstete KWK-Anlagen abhängig von den Kosten für die Nachrüstung im Vergleich zur Neuerrichtung der Anlage für eine bestimmte Anzahl an Volllaststunden bezahlt. So wird für eine Anlage, bei der die Kosten der Nachrüstung mindestens 50 % der Kosten einer Neuerrichtung entsprechen der Zuschlag für 30.000 Vollbelastungsstunden bezahlt wird.
Für nachgerüstete oder modernisierte KWK-Anlagen wird nach §8 Abs. 2 und 3 abhängig von den Volllaststunden der KWK-Zuschlag bezahlt.
Für alle KWK-Anlagen wird nach §8 Abs. 4 der Zuschlag mit jährlich abnehmenden Vollbelastungsstunden bemessen. Sodass im Jahr 2023 der Zuschlag für maximal 4.000 Volllaststunden bezahlt wird. Ab dem Jahr 2025 für 3.500 Vollbelastungsstunden usw. Die vermiedenen Netzkosten sind nicht generell festgelegt, belaufen sich aber in der Regel auf 0,01 und 1,5 ct/kWh. Diese müssen je Anlage untersucht werden und sich geregelt in §6 Abs. 4 KWKG und §13 Abs. 5 KWKG.
Sodass sich die Vergütung für 1 kWh eingespeisten Strom, einer neuen KWK-Anlage mit einer elektrischen Leistung von 40 kW, für Q4 2023 wie folgt darstellt:
| üblicher Strompreis (üblicher Strompreis Q3): | 9,078 ct  |
| KWK-Zuschlag nach §7 Abs. 1 KWK-Gesetz:       | 8,00 ct   |
| Einspeisevergütung pro kWh:                   | 17,078 ct |

Für BHKW mit einer elektrischen Leistung von mehr als 1 MW kann neben dem Strom auch noch die erzeugte Wärme vergütet werden (siehe §7a Abs. 1 KWKG und §7b Abs. 1 KWKG). Außerdem kann nach §7c Abs. 1 und 2 KWKG eine Pauschale je kW elektrischer Leistung beanspruchbar sein, wenn die neue KWK-Anlage eine bestehende KWK-Anlage auf Basis von Braun- oder Steinkohle ersetzt. Weiterhin bestehen für Betreiber eines neuen oder ausgebauten Wärmenetzes Ansprüche auf Zuzahlung gegenüber dem zugehörigen Übertragungsnetzbetreiber nach §18 Abs. 1 KWKG.
Zur staatlichen Förderung gehören weiterhin auch Steuererleichterungen. Für die Brennstoffe Erdgas, Heizöl und Flüssiggas wurde bis zum 1. April 2012 beim Einsatz in KWK-Anlagen mit einem Jahresnutzungsgrad von mindestens 70 % die Energiesteuer, ehemals „Mineralölsteuer“, vollständig erstattet. Durch eine Gesetzesänderung wird rückwirkend zum 1. April 2012 die vollständige Entlastung nur noch geleistet, wenn die Anlage neben dem Mindestnutzungsgrad von 70 % steuerrechtlich noch nicht vollständig abgeschrieben wurde und hocheffizient im Sinne der Richtlinie 2004/8/EG des Europäischen Parlaments ist. Für Strom aus KWK-Anlagen bis zu 2 MW elektrischer Leistung, der vom Betreiber der Anlage im „räumlichen Zusammenhang“ verbraucht wird, muss zudem keine Stromsteuer (2,05 Cent/kWh) entrichtet werden.
Das Bundesumweltministerium fördert seit 2012 im Rahmen der Nationalen Klimaschutzinitiative den Einsatz hocheffizienter Mini-KWK-Anlagen im Leistungsbereich bis 20 Kilowatt elektrischer Leistung. Am 1. Januar 2015 trat die novellierte Richtlinie zur Förderung von KWK-Anlagen bis 20 kW elektrischer Leistung in Kraft. Hierdurch wurden die Basisförderung im kleinen Leistungsbereich angehoben, Bonusförderungen für besonders energieeffiziente Mini-KWK-Anlagen eingeführt sowie technische Anforderungen vereinfacht.
In der Praxis hat das KWK-Gesetz aus dem Jahre 2002 den Zubau von kleinen KWK-Anlagen (bis zwei MW gemäß §3(3) KWKG), zu denen die BHKW im Allgemeinen zählen, nicht die erhoffte Dynamik erzeugt, obwohl hier große Potenziale brach liegen, die man wirtschaftlich erschließen könnte.
Mit Biomasse als Rohstoff erzeugter KWK-Strom, der im Rahmen des Erneuerbare-Energien-Gesetzes (EEG) in das Stromnetz eingespeist wird, wurde nach den Regeln des EEG mit einem zusätzlichen Bonus von drei Cent/kWh vergütet (KWK-Bonus nach Anlage 3 EEG 2009). Dieser Bonus ist mit der Novellierung des EEG seit Anfang des Jahres 2012 entfallen. Für die Umrüstung auf ein BHKW gibt es neben Zuschüssen und Krediten von KfW und BAFA auch von vielen Bundesländern, kommunalen Energieversorgern und Stadtwerken direkte Fördermittel.